# Мікроспорогенез

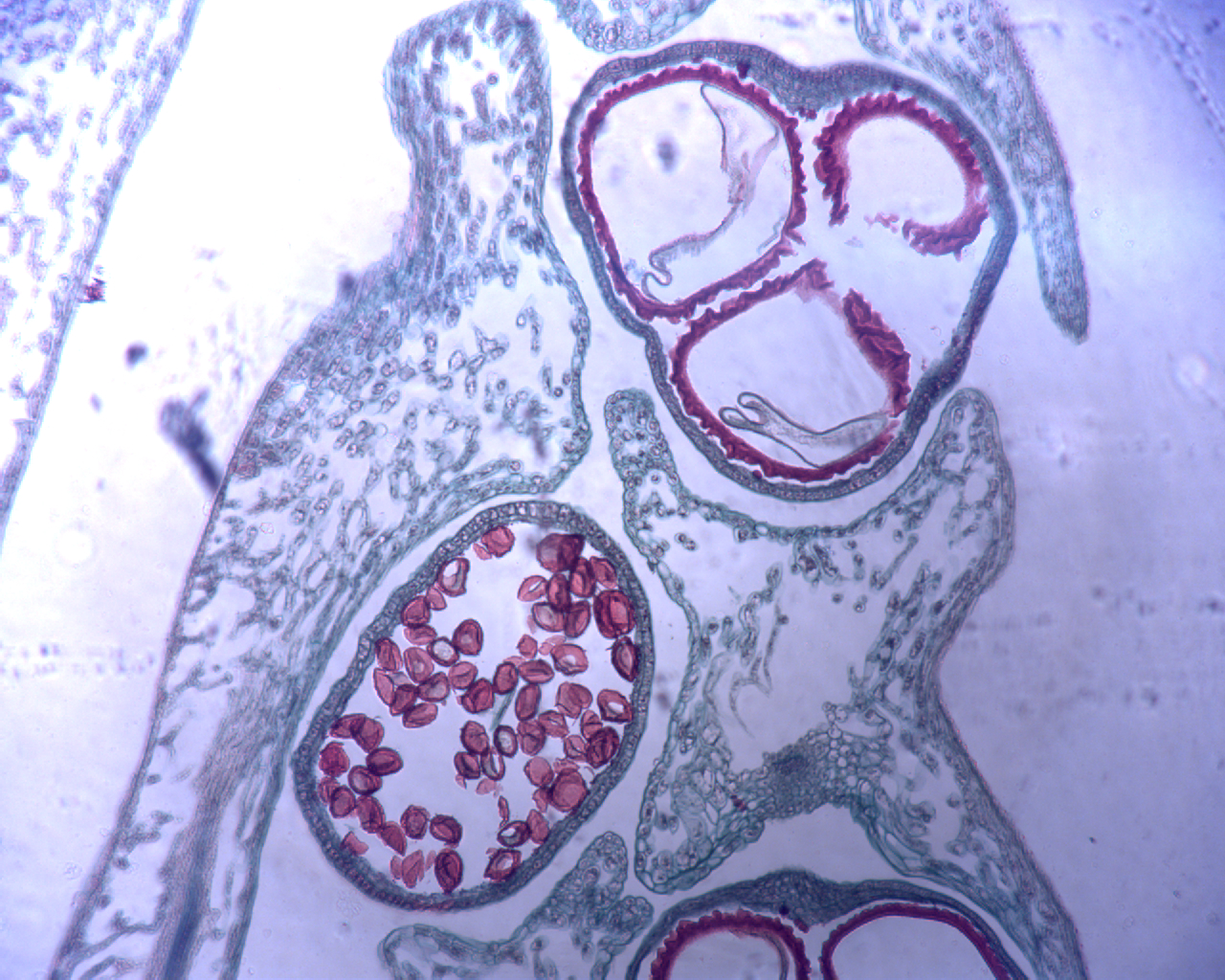
Мікрофотографія спорангія Selaginella. Мікроспори - це дрібні червоні клітини у нижній половині знімка, макроспори це великі червоні диски у верхній половині. Зелений мішок навколо спор це спорангій

Мікроспорогенез — процес розвитку мікроспор у мікроспорангіях (гніздах пиляка) у різноспорових папоротеподібних та насінних рослин. Формування мікроспори починається в пиляку. Спочатку в молодому пиляку утворюється спорогенна тканина — археоспорій, який ділиться і стає материнською клітиною пиляка, що називається — мікроспороцитом. Мікроспороцит ділиться мейотично в результаті чого утворюється 4 гаплоїдні клітини мікроспор, що називаються — тетрадами. Коли ці тетради дозрівають вони розпадаються на окремі мікроспори, мікроспори швидко діляться і утворюють внутрішні клітини і зовнішню оболонку.